# Chākhānī
Chākhānī (persiska: چاخانی) är en ort i Iran.   Den ligger i provinsen Mazandaran, i den norra delen av landet, 110 km norr om huvudstaden Teheran. Chākhānī ligger 8 meter över havet och antalet invånare är 513.
Terrängen runt Chākhānī är varierad.Runt Chākhānī är det ganska tätbefolkat, med 80 invånare per kvadratkilometer. Närmaste större samhälle är Chālūs, 7,9 km öster om Chākhānī. Trakten runt Chākhānī består till största delen av jordbruksmark.